# Classification des fonctions des administrations publiques
La classification des fonctions des administrations publiques (en anglais Classification of the Fonctions of Government ou COFOG) est une nomenclature internationale utilisée en comptabilité nationale. La classification a été créée en 1993 et révisée en 1999. Cette nomenclature est notamment utilisée par l'Organisation de coopération et de développement économiques pour réaliser des comparaisons internationales.